# Challenge Cup Pan-Americano de Hóquei sobre a grama Masculino de 2021
O Challenge Cup Pan-Americano de Hóquei sobre a grama Masculino de 2021 foi a terceira edição deste torneio, sendo o mesmo administrado e patrocinado pela Federação Pan-Americana de Hóquei (PAHF). O país anfitrião foi o Peru. Sua capital, Lima, recebeu as partidas no Complexo Panamericano Villa María del Triunfo.
Originalmente, este evento seria realizado em 2020, na cidade de Tacarigua em Trinidad e Tobago. Em razão da pandemia provocada pela COVID-19, o presente evento foi postergado e mudado de sede, além de não contar com público durante o seu prosseguimento.
A seleção do Brasil detinha o título desta competição, na edição realizada em 2015. Na presente oportunidade, a equipe do México sagrou-se campeão deste evento, com uma campanha perfeita.

## Regulamento e participantes
A princípio, este campeonato contaria com três fases distintas. Na primeira, os participantes se enfrentariam no sistema de pontos corridos, onde cada equipe disputaria três partidas. A etapa seguinte seria a semifinal, com partidas definidas mediante a classificação na fase anterior. Por fim, as finais reservariam as disputas pelo terceiro lugar e a decisão do título.
Com a desistência da Venezuela, a tabela do presente evento foi alterada para turno e returno entre os seus participantes. Cada equipe disputou quatro partidas, sendo declarado campeão o selecionado que somou mais pontos ao final da competição.
Além das anfitriões do Peru, estiveram presentes no torneio as seleções de Equador e México. Este Challenge Cup outorgou, para as equipes que finalizaram em primeiro e segundo lugar, as duas vagas para disputar a Copa Pan-Americana de 2022 que foi disputada em Santiago, capital do Chile.

## Jogos
Seguem-se, abaixo, as partidas desta competição.

### Fase única
1ª rodada
| 26 de setembro |      |        |         |  |  |
| Equador        | 0-15 | México | Reporte |  |  |

2ª rodada
| 27 de setembro |     |        |         |  |  |
| Peru           | 0-7 | México | Reporte |  |  |

3ª rodada
| 28 de setembro |     |         |         |  |  |
| Peru           | 5-0 | Equador | Reporte |  |  |

4ª rodada
| 29 de setembro |      |         |         |  |  |
| México         | 16-0 | Equador | Reporte |  |  |

5ª rodada
| 1 de outubro |     |      |         |  |  |
| Equador      | 0-5 | Peru | Reporte |  |  |

6ª rodada
| 2 de outubro |     |      |         |  |  |
| México       | 7-0 | Peru | Reporte |  |  |

#### Classificação geral
| Equipe  | Pts | J | V | E | D | GF | GC | Saldo |
| ------- | --- | - | - | - | - | -- | -- | ----- |
| México  | 12  | 4 | 4 | 0 | 0 | 45 | 0  | +45   |
| Peru    | 6   | 4 | 2 | 0 | 2 | 10 | 14 | -4    |
| Equador | 0   | 4 | 0 | 0 | 4 | 0  | 41 | -41   |

- Convenções: Pts = pontos, J = jogos, V = vitórias, E = empates, D = derrotas, GF = gols feitos, GC = gols contra, Saldo = diferença de gols.
- Critérios de pontuação: vitória = 3, empate = 1, derrota = 0.
- Campeão e vice-campeão garantiram presença na Copa Pan-Americana de 2022.

## Campeão
| Challenge Cup Pan-Americano de 2021 Hóquei sobre a grama masculino |
| ------------------------------------------------------------------ |
| México (1º título)                                                 |